# Сибиряк (Татарский район)
Сибиря́к — посёлок в Татарском районе Новосибирской области. Входит в состав Новопервомайского сельсовета.

## География
Площадь посёлка — 23 гектара.

## Население
| 2002 | 2007 | 2010 |
| ---- | ---- | ---- |
| 84   | ↘60  | ↗72  |

## Инфраструктура
В посёлке по данным на 2007 год отсутствует социальная инфраструктура.